# Фернандес, Серхио (легкоатлет)
Серхио Фернандес Рода (исп. Sergio Fernández Roda; род. 1 апреля 1993, Бараньяйн, провинция Наварра, Испания) — испанский легкоатлет, специализирующийся в беге на 400 метров с барьерами. Серебряный призёр чемпионата Европы 2016 года. Трёхкратный чемпион Испании. Участник летних Олимпийских игр 2016 года.

## Биография
Пришёл в лёгкую атлетику из футбола в 15 лет по совету своего двоюродного брата. Впервые выступил за сборную страны в 2012 году на домашнем юниорском чемпионате мира, но был далёк от попадания в полуфинал.
Впервые в карьере пробежал 400 метров с барьерами быстрее 50 секунд в 2014 году — 49,90. Год спустя был участником финала на молодёжном чемпионате Европы, где во время преодоления последнего барьера упал и закончил дистанцию последним.
Серьёзный прорыв в результатах Фернандеса произошёл в 2016 году, когда он улучшил личный рекорд почти на секунду до 49,02 и с третьим результатом сезона приехал на чемпионат Европы. В финале континентального первенства он показал почти такое же время (49,06) и выиграл серебряную медаль.
На Олимпийских играх в Рио-де-Жанейро в полуфинале побил рекорд Испании 29-летней давности, но его не хватило для попадания в восьмёрку сильнейших.

## Основные результаты
| Год  | Турнир                          | Место проведения         | Дисциплина       | Место       | Результат |
| ---- | ------------------------------- | ------------------------ | ---------------- | ----------- | --------- |
| 2012 | Чемпионат мира среди юниоров    | Барселона, Испания       | 400 м с/б        | 45-е (заб.) | 53,50     |
| 2014 | Чемпионат Европы                | Цюрих, Швейцария         | 400 м с/б        | 27-е (заб.) | 50,89     |
| 2015 | Чемпионат Европы среди молодёжи | Таллин, Эстония          | 400 м с/б        | 8-е         | 1.06,32   |
| 2016 | Чемпионат Европы                | Амстердам, Нидерланды    | 400 м с/б        | 2-е         | 49,06     |
| 2016 | Чемпионат Европы                | Амстердам, Нидерланды    | эстафета 4×400 м | 10-е (заб.) | 3.04,77   |
| 2016 | Олимпийские игры                | Рио-де-Жанейро, Бразилия | 400 м с/б        | 11-е (1/2)  | 48,87     |